# (13033) Gardon
(13033) Gardon est un astéroïde de la ceinture principale.

## Description
(13033) Gardon est un astéroïde de la ceinture principale. Il fut découvert le 7 octobre 1989 à La Silla par Eric Walter Elst. Il présente une orbite caractérisée par un demi-grand axe de 2,68 UA, une excentricité de 0,04 et une inclinaison de 6,5° par rapport à l'écliptique.

## Compléments